# Георгий Недгар
Георгий Недгар (настоящее имя Юрий Михайлович Виленский; 1944—1989) — русский неподцензурный поэт.

## Биография
С 15 лет писал стихи, «сделав своё эмоциональное Я основой и критерием своего творчества». Юношеские стихи печатались в «Литературном Альманахе» № 1-2. Стихотворения 1962-63 годов печатались в самиздатских журналах «Сирены» и «Сфинксы», и были прочитаны на вечерах русской поэзии в Париже.
После 15 лет молчания за 5 лет были написаны 4 книги стихов — «Марцефаль» (1985), «Север» (1985), «Реверс» (1986), «Норд-Ост» (1989). Первая публикация состоялась в 1988 году (журнал «Человек и природа», № 5).
Умер из-за невнимательности врачей, почти полностью откачанный после попытки демонстративного суицида.
Две книги избранных стихотворений, «Избранное» и «Из четырех книг», вышли почти одновременно в 1994 году.